# Avia BH-9

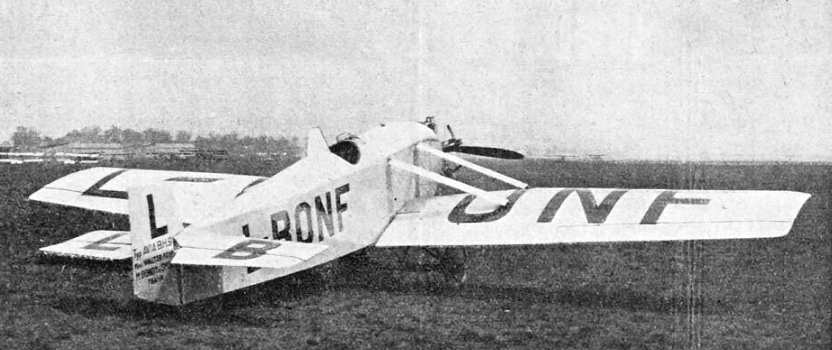
Avia BH-9, L-BONF (Letec, junho de 1925)

O Avia BH-9 foi um monoplano com dois assentos construído na Checoslováquia pela Avia, utilizado como avião de treinamento e de reconhecimento. Ele foi sucesso em muitas corridas e alcançou vários recordes em percursos de longa distância.

## Projeto e desenvolvimento
A primeira aeronave derivada do Avia BH-5 foi o BH-9, que efetuou seu primeiro voo em 25 de novembro de 1923. Estas aeronaves foram utilizadas pela Força Aérea Checoslovaca desde janeiro de 1924 com a designação B-9, como uma aeronave de treinamento, reconhecimento e acrobacia.
O modelo foi criado através da modificação do BH-5 com base em um pedido do Ministério de Defesa da Checoslováquia. O interesse mostrado pelos militares levou à solicitação de um protótipo modificado e dez aeronaves produzidas em série. Na Força Aérea Checoslovaca, foi usada até o início da década de 1930 em escolas de aviação. Então, nos anos entre 1933 e 1935, algumas foram vendidas (transferidas) para os Aeroclubes da Checoslováquia e para esquadrões da Liga de Aviação Masaryk.
O BH-9 participou nas décadas de 1920 e 1930 em várias competições e corridas, bateu recordes e cumpriu voos de longa distância.

## Descrição

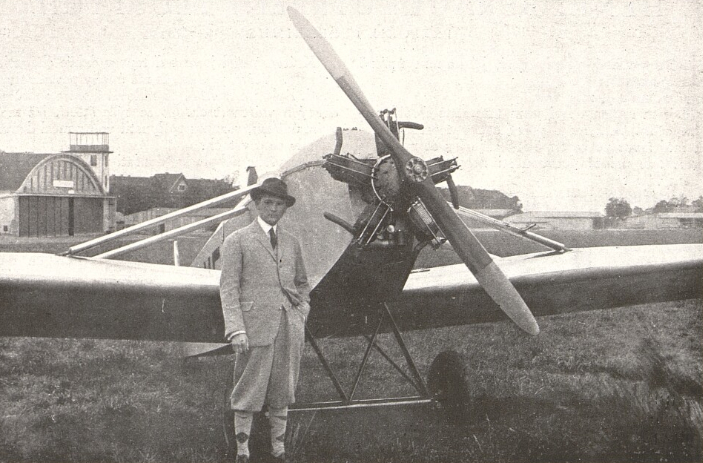
Dr. Zdeněk Lhota antes de seu voo a Roma (junho de 1925)

O BH-9 diferenciava-se de seu antecessor (BH-5) pelo comando duplo e berço do motor modificado, que foi preparado para a instalação de um novo motor radial Walter NZ-60. A cabine de pilotagem era aberta e em tandem, protegida apenas por pequenos pára-brisas.
A aeronave foi projetada pelos fundadores da Avia, Pavel Beneš e Miroslav Hajn. Se comparado ao BH-1, o BH-5 tinha um motor mais potente e a estrutura foi reforçada. Já o BH-9, era um monoplano monomotor com dois assentos e um trem de pouso fixo. Foi usado pela Força Aérea Checoslovaca para o treinamento de seus pilotos. Atingia uma velocidade em relação ao solo de 155 km/h (83,7 kn), com uma velocidade de cruzeiro de 130 km/h (70,2 kn). Subia para 2 000 m (6 560 ft) em 11 minutos e para 3 000 m (9 840 ft) em 30 minutos, alcançando no máximo 4 000 m (13 100 ft), como descrito em junho de 1925 na revista Letec.
A fuselagem tinha uma seção cruzada quadrada, com apenas a primeira antepara no formato de uma elipse. A estrutura de madeira era coberta com madeira compensada. O motor NZ-60 era montado diretamente na primeira antepara da fuselagem e girava uma hélice com duas pás de madeira. O trem de pouso tinha amortecedores de borracha com rodas de alta pressão. A asa, toda de madeira, tinha um perfil espesso. Ela era soldada com tubos de aço e controladas por roldanas e cabos. O estabilizador era construído de tubos de aço com cobertura de tela.
Em voos de transporte de malotes, o segundo assento podia ser desmontado. O avião não era armado.

## Operação
O BH-9 serviu na Força Aérea Checoslovaca, nos Aeroclubes da Checoslováquia e suas ramificações e na Liga de Aviação Masaryk, além de servir como aeronave privada. As pertencentes ao Exército (L-BONF, L-BONG, L-BONH e L-BONP) voaram até fevereiro de 1931 com matrículas civis. Após serem aposentadas pelo Exército, nos anos de 1933 a 1935 receberam as matrículas OK-LIT, OK-IPF, OK-AZE e OK-VAN.
Em 1924 o piloto Dr. Zdeněk Lhota atingiu recordes nacionais em um circuito de 100 km entre Kbely, Nové Benátky, Říp e Kbely, de "Velocidade a cada 1.000 km" com um valor de 120,088 km/h (64,8 kn) e o "Recorde de distância", quando voou por 1 200 km (648 m.n.) em 13 de maio em 9:46:47 h, atingindo uma velocidade média de 123 km/h (66,4 kn). Não foi por qualquer razão que em um show aéreo no dia 18 de maio de 1924 em Kbely, o já popular piloto e sua aeronave, tomou a atenção de 30.000 pessoas. No BH-9 Lhota também venceu na corrida da categoria de aeronaves desportivas de até 100 hp (74,6 kW) em 7 de setembro de 1924.
Ainda mais frequente, esta aeronave tornou-se famosa como protagonista em voos promocionais de longa distância. Em maio de 1925, um BH-9 (matrícula L-BONF) fez um voo de Praga para Roma e voltou, via Belgrado. No domingo, em 17 de maio de 1925, decolou durante o Dia da Aviação do Sindicato de Pilotos Checoslovacos do aeroporto de Praga, próximo a Kbely e voou para Roma via Bratislava, Trieste e Bologna. Fez sua viagem de retorno no dia 23 de maio via Pisa, Bologna, Zagreb, Belgrado, Novi Sad e Budapeste até Praga, onde chegou no dia 1 de junho. A rota total percorria um total de 3 500 km (1 890 m.n.). 

### Operadores
- Checoslováquia
  - Força Aérea Checoslovaca
  - Aeroclubes da Checoslováquia (Pardubice OK-VAN, Pilsen OK-AZE, Praga OK-IPF)
  - Liga de Aviação Masaryk (OK-LIT)